# Полковник Кентуккі
Полковник Кентуккі (англ. Kentucky Colonel) — це найвище почесне звання, присвоєне Кентуккі (США) і є найвідомішим із ряду почесних полковників, присвоєних губернаторами Сполучених Штатів. Сертифікат полковника Кентуккі присуджується від імені Співдружності губернатором штату Кентуккі особам разом з «почесним» титулом, що вказується перед іменами цивільних осіб віком від 18 років, за варті уваги досягнення, внесок у громадянське суспільство, видатні вчинки або видатні заслуги перед громадою, державою чи нацією Губернатор присвоює почесний титул разом із почесним званням полковника («colonel»), шляхом видачі патентного листа.
Хоча багато з відомих людей отримали почесне звання полковників штату Кентуккі, ця нагорода однаково доступна для тих, хто має будь-яке походження, залежно від їхніх вчинків. Полковник Кентуккі традиційно вважається послом доброї волі штату, культури, фольклору, традицій і цінностей Кентуккі.

## Історія

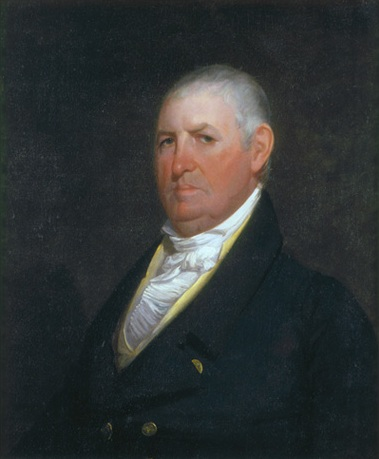
Губернатор Айзек Шелбі, перший губернатор Кентуккі, який присвоїв звання полковника ад'ютанту, у 1793 році

З початку ХХ-го століття поширена думка, принаймні з 1930-х років, «що коли міліція штату Кентуккі була дезактивована після кампанії 1812 року, губернатор Айзек Шелбі, у 1813 році зробив ад'ютантом у штабі губернатора в званні полковника Чарльза Стюарта Тодда, одного зі своїх офіцерів у кампанії», було доведено, що ця історія є міфом, заснованим на державному фольклорі з «Полковників Дербі», який був оскаржений у Федеральному суді США в 2020 році, коли його показали у шоу «Chas». Стюарт Тодд отримав звання капітана піхоти армії США в 1813 році, там він служив помічником генерала Вільяма Генрі Гаррісона у битві на Темзі. У 1815 році капітан Тодд став генеральним інспектором Мічиганської території під командуванням генерала Дункана МакАртура, який звільнив його зі звання полковника перед поверненням додому, в Кентуккі. Там він познайомився з донькою губернатора Айзека Шелбі, Летицією, а потім написав губернатору Шелбі листа, щоб попросити руки Летиції  Одруження з донькою губернатора надало йому достатній вплив, щоб через кілька місяців стати наймолодшим секретарем штату Кентуккі при наступному губернаторі Джорджі Медісоні.

### Цивільні почесні офіцери

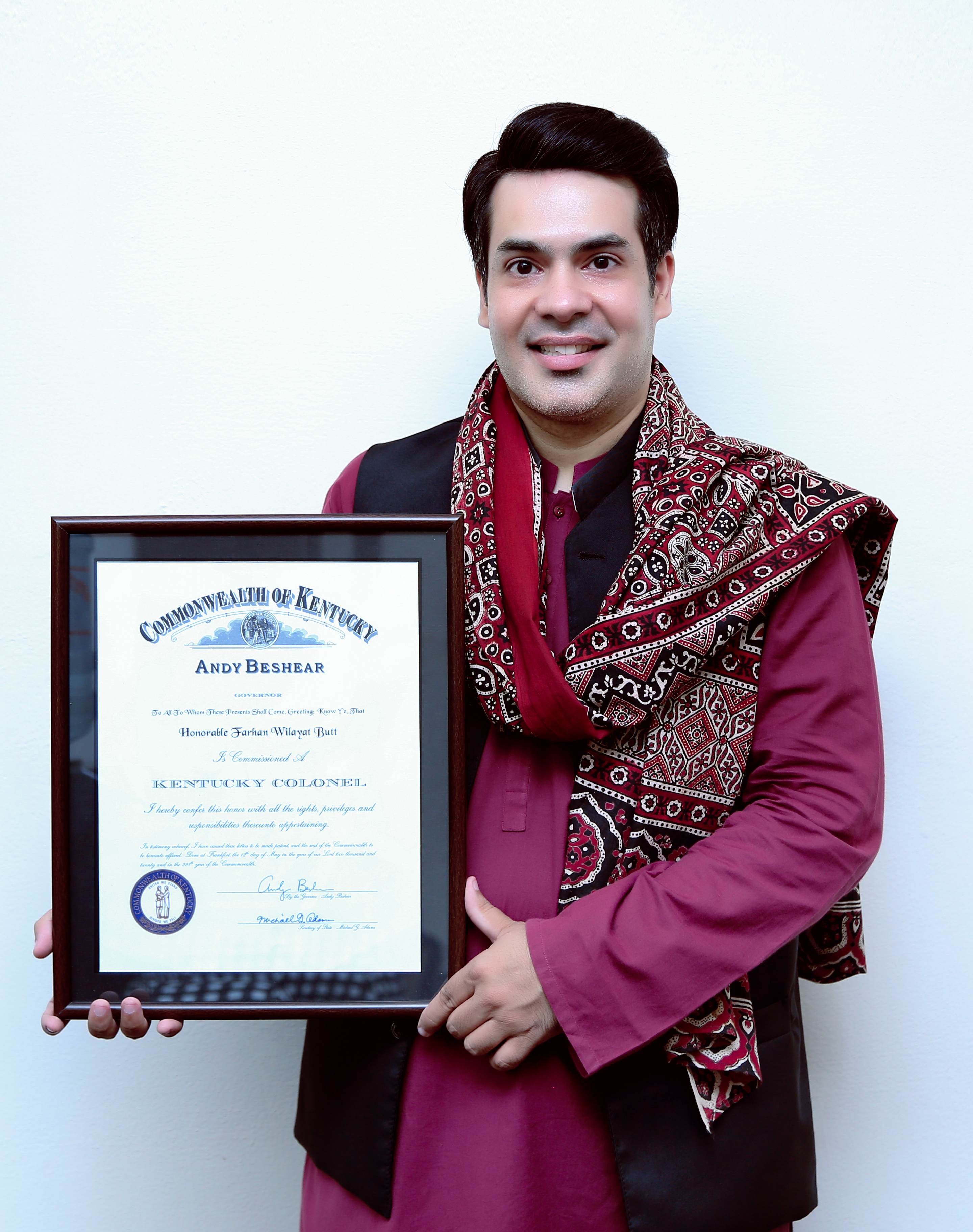
Пакистанський лауреат позує зі своїм сертифікатом полковника штату Кентуккі від губернатора Стіва Бешеара у 2020 році

У той час як деякі перші полковники виконували військові функції в штаті, полковник у Кентуккі був добре відомим цивільним почесним званням, яке належало адвокатам, суддям, комісарам округу, великим землевласникам та шерифам до 1860 року. Генрі Клей з округу Файєт і Кассіус Клей з округу Медісон, обидва були полковниками Кентуккі. У другій половині ХІХ століття полковники Співдружності взяли на себе більш церемоніальну функцію з губернаторами. Полковники в уніформі відвідували заходи в резиденції губернатора та стояли як символічна охорона на державних заходах. До кінця ХІХ століття це звання стало більш почесним, що призначало обов’язки полковника церемоніальній гвардії та визнавало цивільних осіб за їхнє сприяння процвітанню штату. У 1895 році губернатор Вільям О'Коннелл Бредлі призначив перших почесних полковників Кентуккі  як відзнаку, якою нагороджуються громадяни за особистий внесок у державу, добрі справи та визначні вчинки. Бредлі не втримався від офіційного призначення титулу «полковник»; його самого називали «полковником» з юності, прийнявши це прізвисько у своїй громаді Сомерсет після невдалої спроби стати солдатом Громадянської війни у Союзній армії двічі в 1861 році.
У 1890 році Опі Рід опублікував книгу під назвою «Полковник Кентуккі», яка розвинула нове сприйняття громадськістю того, ким був полковник Кентуккі, видаючи себе радше як вишуканого, вихованого південного джентльмена, а не як фігуру в міліції Кентуккі. Цю точку зору розширила Зої Андерсон Норріс серією з дванадцяти оповідань, опублікованою в «The Sun» (Нью-Йорк) у 1905 році, в яких описувалися сцени та випадки з життя полковника Кентуккі на Півдні .
У 1889 році полковників Кентуккі стали остаточно ідеалізувати в штаті нарівні з рештою Америки, коли у вересні 1889 року «Louisville Post» опублікувала статтю «Полковники Кентуккі: як це трапляється, вони такі численні в штаті Блакитної трави», статтю опублікували понад 80 регіональних міських газет, які описують полковника Кентуккі  While this may be one of the reasons Governor Bradley made it an official honorific form of address for civilians, it is not close to the end of the history of Kentucky colonelcy.. Хоча це може бути однією з причин, чому губернатор Бредлі зробив це офіційною почесною формою звернення до цивільних осіб, це ще не кінець історії полковництва Кентуккі.
На початку ХХ століття і на початку 1930-х років полковники Кентуккі почали об’єднуватися, створюючи суспільно-політичні, благодійні та братські організації. Газетні звіти того часу показують, що понад 20 організацій мали створено з деякими організаціями, які мають підгрупи .
У цей час звання полковника Кентуккі привернуло значну увагу як бажане почесне звання, яке навіть присуджували жінкам, доки Марш Генрі, також відомий як полковник Генрі Уоттерсон, який був полковником Кентуккі понад 30 років, різко висміяв і назвав його порожнім званням. років уже в 1920 році . У 1931 році в Лас-Вегасі з’явилася добре читана історія про полковників Кентуккі «Тисяча нових каннелів за 25 років». До 1932 року лише близько 1000 людей отримали офіційні «почесні» повноваження як полковники Кентуккі від губернаторів Кентуккі. Губернатор Рубі Лаффун, який перебував на посаді з 1931 по 1935 рік, різко збільшив кількість полковників, видавши понад 10 000 сертифікатів у 1933 та 1934 роках; серед його мотивів посилення власної політичної підтримки. Одну з найвідоміших посад полковника отримав ресторатор  Гарланд Девід Сандерс, якого Лаффун нагородив у 1935 році. Лаффун разом зі своєю помічницею «полковницею» Анною Белл Уорд вибрали багатьох видатних членів суспільства Кентуккі, а також Ширлі Темпл, Міккі Мауса. і Санта-Клаус. Лаффун допоміг поєднати ідею Кентукського полковника зі штатом і Кентукським дербі та допоміг привернути увагу до Кентукського дербі, запросивши знаменитостей і глав держав.
Коли губернатор Альберт Бенджамін Чандлер (більш відомий як Хеппі Чендлер) вступив на посаду в 1935 році, він дотримувався зовсім іншої точки зору на Кентукське полковництво та видавав лише близько дюжини нових сертифікатів щорічно на День Дербі. Губернатор Кін Джонсон наслідував приклад губернатора Чандлера під час його перебування на посаді з 1939 по 1943 рік, призначаючи лише тих обраних осіб, які, як вважалося, продемонстрували винятково варті уваги досягнення та видатні заслуги перед суспільством, штатом або нацією. Проте наступні губернатори, як правило, були набагато ліберальнішими у призначенні полковників Кентуккі. 
Говорячи про їх відому історію в 1941 році, Почесний орден полковників Кентуккі заявив: «А. О. Стенлі, тодішній губернатор, призначив 110 почесних полковників; губернатор Е. П. Морроу додав 243; губернатор В. Філдс — 183; губернатор Флем Семпсон — 677; губернатор Рубі Лаффун, 10 450, і губернатор А. Б. Чендлер, 85. У 1934 році на зборах полковників Кентуккі була порушена соціальна організація полковників. Потім 28 березня 1936 року генеральний прокурор Кентуккі скасував усі ці повноваження, але через місяць вони були відроджені виконуючим обов’язки губернатора Джеймсом Е. Вайзом." 

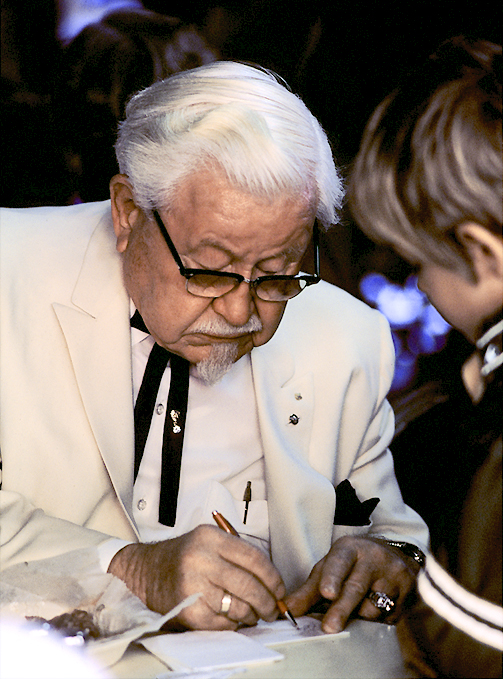
Полковник Сандерс отримав сертифікат, який надав губернатор Рубі Лаффун у 1935 році та запустив «Kentucky Fried Chicken» як франчайзингову мережу в 1952 році.

### Сучасне полковництво Кентуккі
Незважаючи на те, що полковники штату Кентуккі вважаються згідно з загальним правом ад’ютантами губернаторів і членів їхнього персоналу, а тому мають право на форму звертання «почесний». Полковників штату Кентуккі зазвичай називають «полковник» (англ. colonel) і використовують абревіатуру (англ. col.), або «полковник Кентуккі» (англ. Kentucky colonel), якщо цей термін не використовується як конкретне звання особи. Найправильніше в написанні це буде: полковник, ім'я, по батькові, прізвище, полковник Кентуккі.

#### Збільшення кількості полковників Кентуккі
За губернатора Стіва Бешеара у 2008 році було видано так багато комісій, що скорочення державного бюджету призвело до серйозних змін у дизайні сертифіката, оскільки губернатор видавав аж 16 500 полковницьких титулів на рік. Розміри сертифікату зменшено з 10 на15 см, на 8,5 на14 см. На сертификаті формулювання залишилося незмінним; однак традиційну золоту печатку та стрічку було замінено державною печаткою з тисненням. Очікувалося, що зменшення кількості матеріалів для нових сертифікатів заощадить державі 5000 доларів на рік; істотна економія була за рахунок виключення праці, яка раніше була потрібна для ручного накладення золотої печатки та стрічки. Почесний орден полковників Кентуккі запропонував платити 5000 доларів на рік, щоб зберегти традиційні сертифікати, але офіс секретаря штату вирішив продовжити через економію робочої сили.
Полковник Расс Марлоу, 70-річний мешканець Бардстаун, підрахував, що він особисто номінував близько 500 лауреатів (переважно військових ветеранів) і що жодна з його кандидатур ніколи не була відхилена. Джон Карбоун, чоловік із Філадельфії, який пізніше став гумористом у Кентуккі, розповів, що невдовзі після переїзду до штату в 1995 році він завів невимушену розмову з незнайомцем, стоячи в черзі в магазині булочок і незабаром був здивований, отримавши поштою сертифікат полковника Кентуккі, оскільки чоловік, з яким він спілкувався, був членом штабу губернатора, і подав своє ім’я для нагородження. У статті на цю тему 2008 року репортер писав про підготовку до її написання, запитуючи друзів і родичів, чи знають вони когось, хто був полковником штату Кентуккі і з подивом виявив, що принаймні десяток самих були полковниками, а потім пожартував читачеві: , «Ви не полковник Кентуккі? Насправді я теж. Але іноді здається, що всі інші також...». Близько третини всіх полковників Кентуккі, призначених у 2008 році, були жителями Кентуккі.

### Останні суперечки між полковниками
У 2016 році губернатор Метт Бевін ненадовго призупинив програму, щоб провести перегляд вимог для отримання звання, а потім змінив процес висунення таким чином, щоб «лише активним членам Почесного ордену полковників Кентуккі» було дозволено робити рекомендації на надання почесного титула До того моменту за давньою практикою рекомендації міг подати будь-хто, хто вже був полковником штату Кентуккі, без будь-яких вимог щодо пожертв або членства в будь-якій конкретній організації, і щонайменше 85 000 людей отримали це звання.
У 2019 році некорпоративна братська членська організація Kentucky Colonels International висловила занепокоєння та різку критику щодо змін, запроваджених губернатором Бевіном, заявивши, що комісія є довічним призначенням як почесна нагорода і не повинна вимагати від полковників щорічних пожертвувань певній організації, щоб висувати кандидатури та зберігати свій статус чи привілеї. Шеррі Кроуз, виконавчий директор ПОПК, підтвердила, що в процесі висунення під керівництвом губернатора Бевіна був компонент пожертвувань, але сказала, що ПОПК не контролює критерії процесу висунення, що є питанням на розсуд діючого губернатора. Вона сказала: «Увесь процес висунення здійснюється губернатором. Ми не маємо права впливати на те, як це відбувається».
Зі зміною уряду штату в 2019 році комісар Kentucky Colonels International написав губернатору, опублікував веб-сайт і серію статей, які виступають за збереження почесного титулу за стандартами, які використовувалися за попередніх губернаторів і критикують поточні стандарти. Організація також намагалася розробити нову програму членства для полковників Кентуккі, посилаючись на відсутність у членів права голосу в Почесному ордені. Це спонукало Почесний орден полковників Кентуккі розпочати наступ і спонукало їх подати заявку на реєстрацію торговельної марки, щоб захистити свої ідеї назви торгової марки, використовуючи термін «Kentucky Colonels ® _______», після чого було подано федеральний позов до окружного суду США для Західного округу Кентуккі. У позові стверджувалося про порушення прав на торговельну марку та недобросовісну конкуренцію, але це питання було врегульовано сторонами за допомогою узгодженої постійної судової заборони, яку добровільно уклали до того, як відповісти на всі запитання, які він підняв на основі минулого організації історії разом та історію полковника Кентуккі, яка була представлена суду.
Процес висунення змінився приблизно в той самий час, коли почався судовий процес у лютому 2020 року під керівництвом губернатора Енді Бешер. Бешер заморозив процес висунення кандидатів, починаючи з 10 грудня 2019 року. 19 лютого 2020 року губернатор Бешер не лише скасував вимогу щодо пожертвувань, але також скасував вимогу, щоб номінанти належали до тих, хто раніше був призначений полковниками Кентуккі. Beshear почав дозволяти подавати кандидатури будь-кому з широкої громадськості через форму на веб-сайті, яка вимагає, щоб кваліфікація особи була оголошена та детально розроблена до розгляду для надання почесного звання полковника Кентуккі.

## Організації полковників Кентуккі
Сьогодні в усьому світі існує низка благодійних, братських і громадських організацій, які присвячені полковникам Кентуккі, виявляють їм повагу або надають їм стипендію. Соціальне формування цих організацій, створених тими, хто отримав титул, було полегшене використанням соціальних медіа, що дозволяє створювати нові альянси, товариства та відділення. Зараз існують організовані стипендії (громадянські суспільства), розташовані у Філадельфії, Нью-Йорку, Великій Британії, Швейцарії, Іспанії, Торонто, Німеччині та кількох в інших місцях. Такі групи іноді об’єднувалися разом, щоб підтримувати гуманітарні справи, як-от ліквідація наслідків торнадо в Кентуккі в 2012 році та в Оклахомі в 2013 році. Це призвело до того, що люди працюють над створенням доброї волі щодо штату Кентуккі та подальшого визнання почесного звання.

### Почесний орден полковників Кентуккі
Почесний орден полковників Кентуккі (ПОПК) був вперше заснований під час депресії в 1933 році губернатором Рубі Лаффуном як державний орден за заслуги, з офісом у столиці штату. У 1957 році її було зареєстровано як некомерційну організацію, яка займається будівництвом дитячих майданчиків, охороною історії, наданням стипендій та наданням допомоги нужденним жителям Кентуккі .
Після того, як особа отримує сертифікат від губернатора, вона автоматично стає «почесним довічним членом» організації і через пожертвування та участь у благодійних зусиллях ПОПК по всьому штату вона може вважатися активний член. 

## Культура полковника Кентуккі
Починаючи приблизно з 1889 року, культура почала включати ідею полковника Кентуккі як назву або частину назви барів, пива, бурбону, барбекю, бургу, клубів, готелів, їжі, алкогольних напоїв, крамниці, заводи, ресторани, соціальні заклади, спортивні команди, тютюнові вироби та навіть політичне лобі. Полковник із Кентуккі завжди був найбільш відомий тим, що вживав бурбон, готував самогон, розповідав історії та брав участь на дуелях честі  починаючи з XIX століття. Так само з 1850-х років полковника Кентуккі зображували в багатьох фільмах, мультфільмах, фільмах, книгах і писали в газетах.
Ті, хто отримав посаду полковника штату Кентуккі, часто використовували титул, ідею чи образ концепції ідеалістичного полковника штату Кентуккі для просування мистецтва, бізнесу, подій, музики, місць і розважальних заходів, водночас популяризуючи звичаї та традиції штату, в результаті чого на честь стати загальновизнаною торговою маркою культури Кентуккі. Як пояснив захист в Окружному суді США в 2020 році, «ідея та образ полковника Кентуккі та полковників Кентуккі нерозривно переплетені з штатом».
Приклади використання концепції полковника Кентуккі для просування продукту чи ідеї:
- Полковник Г.В. Ґіст побудував перший сучасний готель у Талса, Оклахома під назвою Kentucky Colonel Hotel у 1903 році. [29]
- Полковник Метт Вінн був присутній на першій гонці на Черчілл-Даунс у 1875 році та допоміг перетворити її на Кентуккі Дербі. [30]
- Музикальний гурт 1960-х Kentucky Colonels («Кентукські полковники»), яка виступала у стилі блюграс, до складу якої входив Кларенс Вайт (пізніше з The Byrds).
- Широкий асортимент пам’ятних речей було створено для продажу або визнання, зокрема Почесним орденом полковників Кентуккі.
- Кілька спортивних команд у Кентуккі були відомі як Kentucky Colonels, у тому числі Kentucky Colonels професійна баскетбольна команда 1967–1976, Kentucky Colonels професійна баскетбольна команда 2004 та Eastern Kentucky Colonels спортивні команди Eastern Kentucky University. Спортивні команди Centre College у Данвіллі також відомі як «Колонелс».
- Гарланд Девід Сандерс (1890 – 1980) використовував свій титул «полковник» і свою особисту рішучість, щоб зробити себе та Кентуккі всесвітньо відомими завдяки смаженій курці. На автозаправній станції в Корбіні полковник Сандерс (як його стали називати) відкрив франшизу швидкого харчування Kentucky Fried Chicken, відому сьогодні як KFC. Він став настільки відомим як на національному, так і на міжнародному рівнях, що його часто називали просто «Полковником», що також є назвою книги, написаної про його життя [31].

### Віскі Бурбон
Звання полковника штату Кентуккі в бізнес-маркетингу можна побачити в історичному зв’язку між штатом Кентуккі та виробництвом бурбону. Станом на 2013 рік приблизно 95 відсотків усього бурбону було вироблено в Кентуккі, а в штаті було 4,9 мільйона барелів бурбону, який перебував у процесі витримки. . Історичного дистилятора Джеймса Б. Біма називають «полковником Джеймсом Б. Бімом» за маркетинг бренду Jim Beam (найбільш продаваний бренд бурбону).. Sazerac Company так само називає дистилятора Альберта Блантона «полковником Блантоном» для їхнього маркетингу Бренд Blanton's. В обох випадках титул «полковник» означає бути полковником Кентуккі. Марка кентуккійського бурбону під назвою Kentucky Colonel була вироблена у 1980-х роках, і принаймні дві поточні марки кентуккійського бурбону містять слово «Colonel» ім'я, Colonel E. H. Taylor і Colonel Lee марки бурбону. У 2020 році Neeley Family Distillery (кустарна винокурня бурбону) у Спарта подала заявку на торговельну марку «Old Kentucky Colonel», щоб повернути оригінальний бренд Kentucky Colonel. 

## Номінації полковника Кентуккі
Кожен губернатор вирішує процес відбору та кількість наданих полковників. Раніше цей процес вимагав призначення від іншого полковника або прямого визнання губернатором, але відповідно до процесу, встановленого губернатором Енді Бушером, кандидатури та рекомендації для інших людей можуть подавати як полковники штату Кентуккі, так і представники широкої громадськості, заповнивши форму, у якій детально вказано «будь-яка активна або попередня служба в благодійній організації чи громадська робота та/або будь-яка військова служба» та заява «визначного вчинку», який їх кваліфікує. 